# Lorenz Goetz

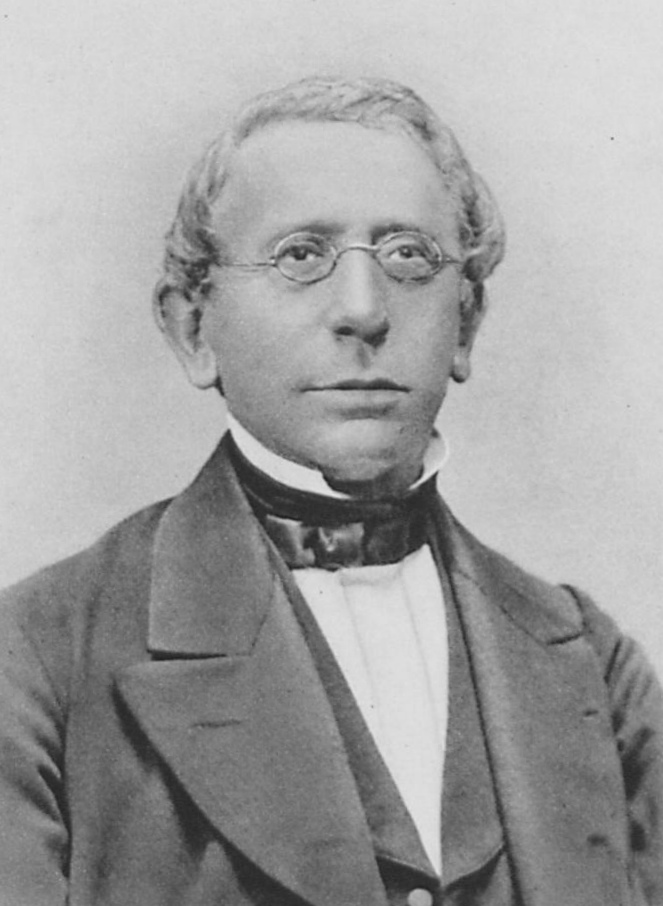
Lorenz Goetz

Lorenz Goetz (* 23. März 1810 in Simmern/Hunsrück; †  23. November 1894 in Neuwied) war ein deutscher Theologe, Politiker und Mitglied der Frankfurter Nationalversammlung.

## Leben
Lorenz Goetz studiert von 1829 bis 1833 Theologie, Klassische Philologie und Französisch in Bonn und Heidelberg. In Bonn schloss er sich 1829 der Alten Bonner Burschenschaft an.
Nach seinem Studium wurde er zuerst Verwalter des Rektorats der höheren Stadtschule Simmern. Außerdem arbeitete er als Pfarrverwalter in Ravengiersburg (1834–1835).
Aufgrund seiner Mitgliedschaft in der Burschenschaft saß er 1835 dreieinhalb Monate in Untersuchungshaft auf der Festung Wesel, später wurde er zu sechs Jahren Festungshaft verurteilt. Die Strafe leistete er bis 1837 ab, als er begnadigt wurde. Im Zuge der Demagogenverfolgung wurde er im Schwarzen Buch der Frankfurter Bundeszentralbehörde (Eintrag Nr. 548) festgehalten.
1837 bis 1838 wurde er Rektor der höheren Stadtschule in Simmern und Pfarrer in Ravengiersburg. Ab 1838 bis 1880 war er Direktor der höheren Bürgerschule in Neuwied, seit 1841 außerdem Gründer und Leiter der Sonntagsschule für Handwerker in Neuwied. Im Laufe seines Lebens war er Teilnehmer zahlreicher rheinischer Direktorenkonferenzen.
Im Revolutionsjahr 1848 wurde er für den Wahlkreis 8 Provinz Rheinland (Neuwied) in das Paulskirchenparlament gewählt. Er blieb fraktionslos.
1850 war er Mitglied der außerordentlichen Synode zur Reorganisation der kirchlichen Ordnung.
1859 bis 1862 war er Mitglied des Hauses der Abgeordneten des Preußischen Landtags. Zur Krönung Wilhelm I. in Königsberg war er Vertreter des Landtags.
1880 ging er in den Ruhestand.